# Pentatlo moderno nos Jogos Pan-Americanos de 2019 - Revezamento feminino
A competição do revezamento feminino do pentatlo moderno nos Jogos Pan-Americanos de 2019 foi disputada em 29 de julho de 2019 na Escola Militar de Chorrillos, em Lima, com 11 equipes. 

## Calendário
| Data        | Hora  | Fase                          |
| ----------- | ----- | ----------------------------- |
| 29 de julho | 7:30  | Esgrima                       |
| 29 de julho | 11:15 | Natação                       |
| 29 de julho | 12:30 | Esgrima (bonificação)         |
| 29 de julho | 14:00 | Hipismo                       |
| 29 de julho | 16:15 | Evento combinado tiro/corrida |

## Medalhistas
| Ouro   | USA Jessica Davis e Samantha Achterberg  |
| Prata  | CUB Leydi Moya e Eliani Rodriguez        |
| Bronze | BRA Priscila Oliveira e Isabela de Abreu |

## Resultados
| Pos.              | Atleta                               | Nacionalidade            | Natação Tempo(pts) | Esgrima Vitórias(pts) | Hipismo Tempo(pts) | Combinação Tempo(pts) | Pontos |
| ----------------- | ------------------------------------ | ------------------------ | ------------------ | --------------------- | ------------------ | --------------------- | ------ |
| Medalha de ouro   | Jessica Davis Samantha Achterberg    | USA Estados Unidos       | 2:11.68 (287)      | 27 + 0 (245)          | 145.80 (227)       | 11:49.00 (591)        | 1350   |
| Medalha de prata  | Leydi Moya Eliani Rodriguez          | CUB Cuba                 | 2:08.28 (294)      | 20 + 4 (214)          | 136.30 (260)       | 12:20.00 (560)        | 1328   |
| Medalha de bronze | Priscila Oliveira Isabela de Abreu   | BRA Brasil               | 2:09.01 (292)      | 27 + 2 (247)          | 135.04 (230)       | 12:55.00 (525)        | 1294   |
| 4                 | Sofía Escobar Ana Sophia Cuellar     | GUA Guatemala            | 2:13.44 (284)      | 26 + 2 (242)          | 190.54 (155)       | 12:30.00 (550)        | 1231   |
| 5                 | Jane Pereira Tony Espinoza           | PER Peru                 | 2:31.82 (247)      | 13 + 2 (177)          | 118.96 (261)       | 14:14.00 (446)        | 1131   |
| 6                 | Tamara Vega Carmen Lara              | MEX México               | 2:18.01 (274)      | 23 + 0 (225)          | EL                 | 12:10.00 (570)        | 1069   |
| 7                 | Lourdes Hernandez Valerie Calero     | ECU Equador              | 2:17.60 (275)      | 14 + 1 (181)          | EL                 | 14:52.00 (408)        | 864    |
| 8                 | Shauna Biddulph Kelly Fitzsimmons    | CAN Canadá               | 2:22.86 (265)      | 20 + 0 (210)          | EL                 | 15:58.00 (342)        | 817    |
|                   | Pamela Zapata Johanna Zapata         | ARG Argentina            | 2:24.01 (262)      | 24 + 0 (230)          | DNS                |                       |        |
|                   | Fátima Casas Mariela Villegas        | BOL Bolívia              | 2:53.55 (203)      | 8 + 0 (150)           | DNS                |                       |        |
|                   | Katherine Espinosa Cecilia Hernandez | DOM República Dominicana | 2:19.61 (271)      | 14 + 0 (180)          | EL                 |                       |        |